# Venezolanische Fußballnationalmannschaft (U-17-Junioren)
Die venezolanische U-17-Fußballnationalmannschaft ist eine Auswahlmannschaft venezolanischer Fußballspieler. Sie unterliegt der Federación Venezolana de Fútbol und repräsentiert sie international auf U-17-Ebene, etwa in Freundschaftsspielen gegen die Auswahlmannschaften anderer nationaler Verbände, bei U-17-Südamerikameisterschaft und U-17-Weltmeisterschaften.
Die Mannschaft wurde 2013 Vize-Südamerikameister hinter Argentinien. 2001 hatte sie den vierten Platz belegt.
Bei der WM 2013 in den Vereinigten Arabischen Emiraten schied die Mannschaft punktlos in der Vorrunde aus.

## Teilnahme an U-17-Weltmeisterschaften
(Bis 1989 U-16-Weltmeisterschaft)
| 1985 | nicht qualifiziert |
| 1987 | nicht qualifiziert |
| 1989 | nicht qualifiziert |
| 1991 | nicht qualifiziert |
| 1993 | nicht qualifiziert |
| 1995 | nicht qualifiziert |
| 1997 | nicht qualifiziert |
| 1999 | nicht qualifiziert |
| 2001 | nicht qualifiziert |
| 2003 | nicht qualifiziert |
| 2005 | nicht qualifiziert |
| 2007 | nicht qualifiziert |
| 2009 | nicht qualifiziert |
| 2011 | nicht qualifiziert |
| 2013 | Vorrunde           |
| 2015 | nicht qualifiziert |
| 2017 | nicht qualifiziert |
| 2021 | –                  |
| 2023 | Achtelfinale       |

## Teilnahme an U-17-Südamerikameisterschaft
(Bis 1988 U-16-Südamerikameisterschaft)
| 1985 | 9. Platz |
| 1986 | Vorrunde |
| 1988 | Vorrunde |
| 1991 | Vorrunde |
| 1993 | Vorrunde |
| 1995 | Vorrunde |
| 1997 | Vorrunde |
| 1999 | Vorrunde |
| 2001 | 4. Platz |
| 2003 | Vorrunde |
| 2005 | Vorrunde |
| 2007 | 5. Platz |
| 2009 | Vorrunde |
| 2011 | Vorrunde |
| 2013 | 2. Platz |
| 2015 | Vorrunde |
| 2017 | 5. Platz |